# Ghostorm
A Ghostorm egy litván technikás death metal együttes volt. 1992-ben alakultak meg Vilniusban.  

## Története
Legelőször egy demót dobtak piacra, 1994-ben. Ekkor még "Dissection" volt a nevük, de hamar megváltoztatták, ugyanis létezett már ezen a néven egy svéd death metal együttes is. Pályafutásuk alatt két nagylemezt dobtak piacra. Zenei hatásukként főleg az Atheist-et és a Meshuggah-t jelölték meg. 1997-ben feloszlottak, a tagok még egy ideig "Geo Storm" néven koncerteztek, de nem death metalt játszottak. A népszerű svéd zenész, Dan Swanö is énekelt már a Ghostorm nagylemezein. Különlegességként megemlítendő, hogy lemezeiken olyan dalok is szerepeltek, amelynek közük sem volt a death metalhoz, hanem inkább punk hatásúak voltak, illetve akadtak lassabb számok is.

## Tagok
- Andrius Daugirdas - basszusgitár
- Linas Buda - dobok
- Sarunas Tamulaitis - éneklés, gitár
- Rytis Tankevicius - gitár (1994-)
- Dan Swanö - éneklés (a "Frozen in Fire" és a "Black Box" lemezeken)

## Diszkográfia
- The End of All Songs (demó, 1994)
- Frozen in Fire (stúdióalbum, 1995)
- Black Box (stúdióalbum, 1997)